# Peter Parker (Universo cinematográfico de Marvel)
Peter Parker (Nueva York, 10 de agosto de 2001) es un personaje de ficción interpretado principalmente por Tom Holland en la franquicia de medios Universo cinematográfico de Marvel (UCM), basada en el personaje del mismo nombre conocido como Spider-Man (o el Hombre Araña, en algunas versiones en español) creado por Stan Lee y Steve Ditko para Marvel Comics. El es representado como un estudiante de secundaria en la Escuela de Ciencia y Tecnología de Midtown que recibió habilidades sobrehumanas y similares a las de una araña después de ser mordido por una araña radiactiva y que opera como un justiciero en Queens, donde él vive con su Tía May.
Más tarde, es reclutado por Tony Stark, quien pasa a ser su mentor y finalmente lo recluta para la Guerra Civil de los Vengadores lo que lo llevó a un breve conflicto con Steve Rogers. Para unirse a los Vengadores, Parker comenzó a investigar las actividades criminales ilícitas de Adrian Toomes/Buitre, quién intentaba vender sus armas basadas en Chitauri en el mercado negro, solo con la ayuda de su mejor amigo Ned Leeds. Parker finalmente se une a los Vengadores y junto con los Guardianes de la Galaxia para combatir a Thanos. Después de ser víctima de El Blip y la muerte de Stark, Parker fue elegido como sucesor y se encuentra con Quentin Beck/Mysterio haciendo equipo con Nick Fury, durante un viaje escolar por Europa frente a un ataque elemental. Sin embargo, después de ser descubierto por sus mentiras, Beck incrimina a Parker por su asesinato y revela su identidad al mundo e incluso a aquellos que estuvieron a su lado como a Leeds, MJ, Tía May y Happy Hogan, lo que llevó a Parker a buscar la ayuda de Stephen Strange para revertir esto. El hechizo de Strange hace que el multiverso se fracture, trayendo versiones alternativas de Spider-Man y sus enemigos. Para reparar el daño, Strange lanza un hechizo que borra permanentemente no solo la victoria de Beck sobre Parker, sino el conocimiento compartido del mundo sobre la personalidad civil de Parker, incluidas sus relaciones con sus seres queridos, amigos y otros superhéroes aliados, aunque él ya perdió a su Tía May en el conflicto.
La versión de Holland del personaje es sucesor del Peter Parker interpretado por Tobey Maguire en la trilogía Spider-Man de Sam Raimi (2002-2007) y el Peter Parker interpretado por Andrew Garfield en la duología El sorprendente Hombre Araña (2012-2014). Ambos vuelven a actuar estos papeles y se unen al Multiverso del UCM junto a Holland en Spider-Man: No Way Home (2021) como personajes secundarios Parker de Holland. Para distinguirse de las otras versiones, los otros Parker se refieren a él como "Peter-Uno".
En 2021, Parker es un personaje central en el UCM, apareciendo en seis películas a partir de 2024. Holland regresará como el personaje en Spider-Man: Brand New Day y Avengers: Doomsday (ambas de 2026), así como Avengers: Secret Wars (2027). Versiones alternativas de Parker aparecen en la serie animada de Disney+ What If...? (2021), Your Friendly Neighborhood Spider-Man (2025-presente) y Marvel Zombies (2025), con la voz de Hudson Thames. También realizó un breve cameo en la película Venom: Let There Be Carnage (2021), parte del Universo Spider-Man de Sony. En Iron Man 2 (2010), Max, hijo del director, Jon Favreau, aparece como un niño con una máscara de Iron Man y es salvado por Tony Stark de un dron. Esto fue posteriormente considerado como la introducción de un joven Peter Parker, según fue confirmado en 2017 por Holland, Kevin Faige y Jon Watts, productor y director de las películas de Spider-Man, respectivamente.

## Concepto y creación

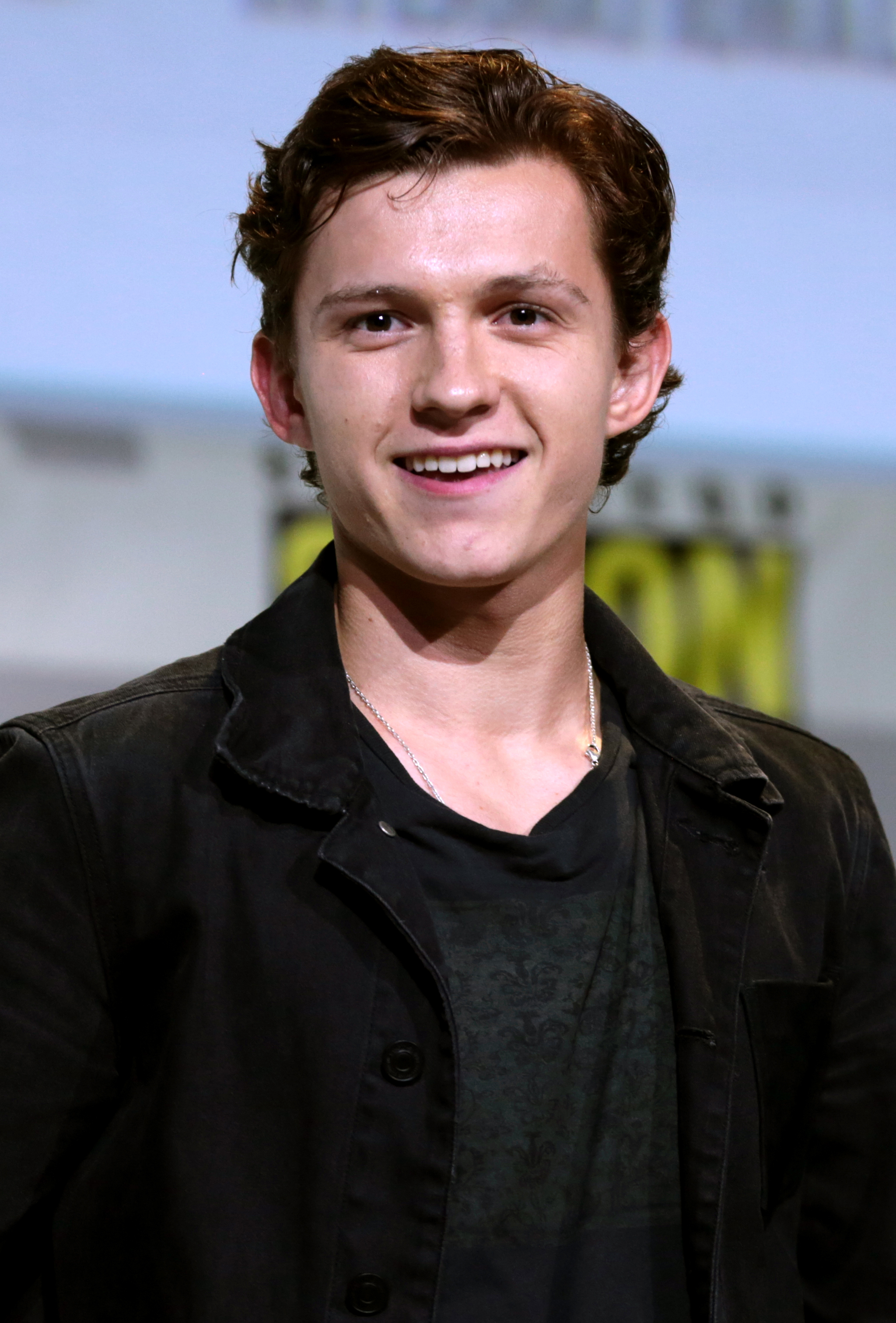
Holland en la Comic-Con de San Diego de 2016

Peter Parker realizó su primera aparición como personaje en el cómic de antología Amazing Fantasy #15 (agosto de 1962). Tras un aumento en la demanda de cómics por parte de los adolescentes, el editor y escritor principal de Marvel Comics, Stan Lee, quería crear un personaje con el que los adolescentes pudieran identificarse. : 1 Lee citó al luchador contra el crimen de la revista pulp, The Spider, como una influencia, : 130 y afirmó que se sintió aún más inspirado al ver a una araña trepar por una pared, y agregó en su autobiografía que ha contado esa historia con tanta frecuencia que no está seguro de si esto es cierto o no. Lee "quería que el personaje fuera un tipo muy humano, alguien que comete errores, que se preocupa, que tiene acné, que tiene problemas con su novia, cosas así". Jack Kirby, por su parte, tenía un personaje inédito en el que había colaborado con Joe Simon en la década de 1950, en el que un niño huérfano que vive con una pareja de ancianos encuentra un anillo mágico que le otorga poderes sobrehumanos. Lee y Kirby tuvieron una conferencia y Lee le indicó a Kirby que desarrollara el personaje y dibujara algunas páginas. : 12 Insatisfecho con la dirección de la historia de Kirby, Lee le entregó el proyecto a Steve Ditko, quien diseñó al personaje con un disfraz con una máscara, un poder de agarre y telarañas disparadas por la muñeca. Bajo la dirección de Lee, el personaje "se convirtió en el estudiante de secundaria Peter Parker, quien obtiene sus poderes de araña después de ser mordido por una araña radiactiva". 
Una serie de tokusatsu (acción en vivo) que presenta a un personaje original llamado Takuya Yamashiro asumiendo el manto de Spider-Man, "Supaidā-Man" fue producida por Toei y transmitida en Japón de 1978 a 1979. El personaje también apareció en una trilogía de películas de acción real dirigida por Sam Raimi y protagonizada por Tobey Maguire como el superhéroe titular, estrenada desde 2002 hasta 2007. Una tercera secuela estaba originalmente programada para ser lanzada en 2011, pero Sony luego decidió reiniciar la franquicia con un nuevo director y elenco. El reinicio, titulado The Amazing Spider-Man, fue lanzado en 2012, dirigida por Marc Webb y protagonizada por Andrew Garfield como el nuevo Spider-Man,    seguido de una secuela en 2014.  
Tras el hackeo de las computadoras de Sony Pictures en noviembre de 2014, se publicaron correos electrónicos entre la copresidenta de Sony Pictures Entertainment, Amy Pascal, y el presidente Doug Belgrad, en los que se indicaba que Marvel quería incluir a Spider-Man (cuyos derechos cinematográficos tienen licencia de Sony) en Capitán América: Civil War, pero las duscusiones al respecto entre los estudios parecían haberse interrumpido. Sin embargo, en febrero de 2015, los estudios llegaron a un acuerdo de licencia para el uso de Spider-Man en una película del UCM, y los informes indicaron que el personaje incluso aparecería en Civil War.    Según el acuerdo, Sony Pictures continuaría siendo propietaria, financiando, distribuyendo y ejerciendo el control creativo final sobre las películas de Spider-Man. El mes siguiente, el CCO de Marvel Entertainment, Joe Quesada, indicó que se usaría la versión de Peter Parker del personaje, que Feige confirmó en abril. Feige también declaró que Marvel había estado trabajando para agregar a Spider-Man al UCM desde al menos octubre de 2014. En junio siguiente, Feige aclaró que el acuerdo inicial de Sony no permite que el personaje aparezca en ninguna de las series de televisión de UCM, ya que era "muy específico... con una cierta cantidad de ida y vuelta permitidos". El mismo mes, las compañías anunciaron que después de muchas audiciones, Tom Holland había sido elegido para interpretar a Spider-Man dentro del UCM. Holland hizo su debut como Spider-Man en Civil War, antes de protagonizar Spider-Man: Homecoming (2017); dirigida por Jon Watts. Holland repitió su papel de Spider-Man en Avengers: Infinity War (2018),   Avengers: Endgame (2019)  y Spider-Man: lejos de casa (2019).
En agosto de 2019, las negociaciones entre Sony y Marvel se rompieron, dejando incierto el futuro del personaje en el UCM. Sin embargo, al mes siguiente, las compañías acordaron un nuevo acuerdo para que Spider-Man regresará al UCM, comenzando con Spider-Man: No Way Home, que se estrenó el 17 de diciembre de 2021. Disney proporcionó el 25% del presupuesto de la película y recibirá el 25% de sus ganancias. El nuevo acuerdo también permite que el personaje de Spider-Man aparezca en las películas de UCM de Marvel Studios, además de las películas independientes de personajes de Marvel producidas por Sony Pictures para la franquicia de medios Universo Spider-Man de Sony para unir ambas series de películas.  Holland ha declarado que la próxima película es la última película en su contrato actual para interpretar al personaje. Además, en una entrevista con GQ publicada el 17 de noviembre de 2021, Holland declaró que estaba considerando su futuro como Spider-Man y dijo que sentía que podría ser un buen momento para que renunciara al cargo, sugiriendo que estaría haciendo algo mal si continuara interpretando el papel hasta los 30 años. Holland en la misma entrevista abogó por reemplazar su Peter Parker con una versión de acción en vivo de Miles Morales, un personaje nunca antes visto en la pantalla en una película de acción en vivo de Spider-Man y cuya única aparición cinematográfica hasta la fecha fue como el personaje principal de la película animada Spider-Man: un nuevo universo (2018).
Según los informes, Sony estaba buscando a un actor más joven que Andrew Garfield para interpretar a Spider-Man, con Logan Lerman y Dylan O'Brien considerados favoritos. Más tarde, en abril de 2015, Sony y Marvel consideraron a Nat Wolff , Asa Butterfield , Tom Holland, Timothée Chalamet y Liam James para interpretar a Spider-Man, con Holland y Butterfield como los favoritos. Pruebas de pantalla de Butterfield, Holland, Judah Lewis , Matt Lintz , Charlie Plummer y Charlie Rowe por el papel principal contra Robert Downey Jr. , quien interpreta a Tony Stark/Iron Man en el UCM, por "química". Los seis fueron elegidos de una búsqueda de más de 1500 actores para probar frente a Feige, Pascal y los hermanos Russo , los directores de Capitán América: Civil War. Feige y Pascal redujeron los actores considerados a Holland y Rowe, y ambos probaron la pantalla con Downey nuevamente. Holland también probó con Chris Evans , quien interpreta a Steve Rogers/Capitán América en el MCU, y emergió como el favorito. El 23 de junio, Marvel y Sony anunciaron oficialmente que Holland interpretaría a Spider-Man en el MCU en Spider-Man: Homecoming (2017). Los Russo "fueron bastante vocales" sobre a quién querían para el papel, presionando para elegir a un actor cercano a la edad de Peter Parker para diferenciarse de las representaciones anteriores. También elogiaron a Holanda por tener experiencia en danza y gimnasia.
En febrero de 2021, Holland dijo que No Way Home era la última película de su contrato, pero que esperaba seguir interpretando a Spider-Man en el futuro si se lo pedían. Ese octubre, Holland dijo que No Way Home estaba siendo tratado como "el final de una franquicia" que comenzó con Homecoming , y que cualquier película en solitario adicional con los personajes de MCU Spider-Man sería diferente de la primera trilogía de películas y largometrajes. un cambio tonal. En noviembre, Holland no estaba seguro de si debería continuar haciendo películas de Spider-Man y sintió que habría "hecho algo mal" si todavía estaba interpretando al personaje en la treintena. Expresó interés en una película centrada en Miles Morales.versión de Spider-Man en su lugar. A pesar de esto, Pascal esperaba seguir trabajando con Holland en futuras películas de Spider-Man. Más tarde, en noviembre, Pascal dijo que había planes para otra trilogía de películas de Spider-Man protagonizada por Holland, con trabajo en la primera de las que estaban a punto de comenzar 

## Los Trajes

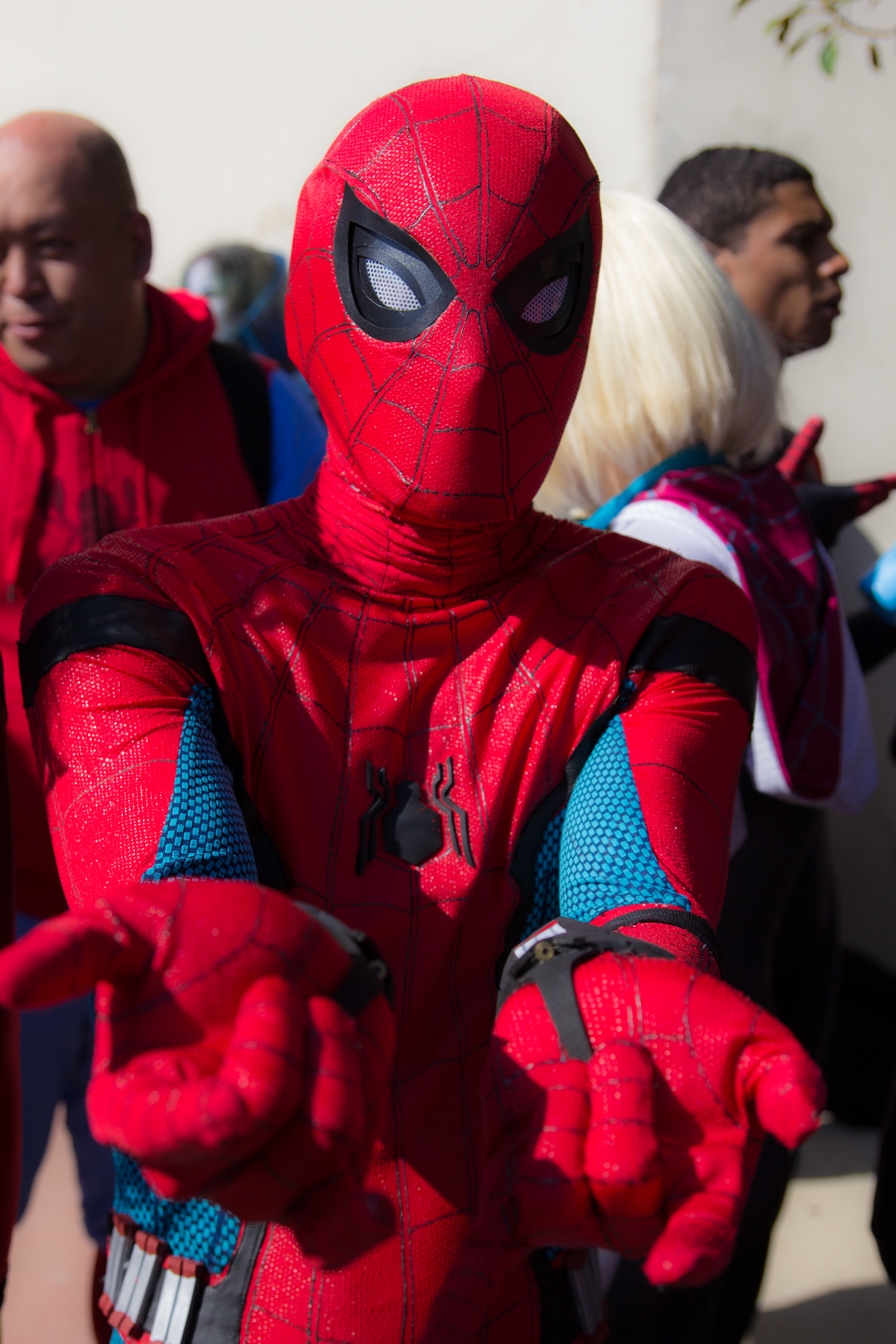
Un fan disfrazado de Spider-Man de Spider-Man: Homecoming.

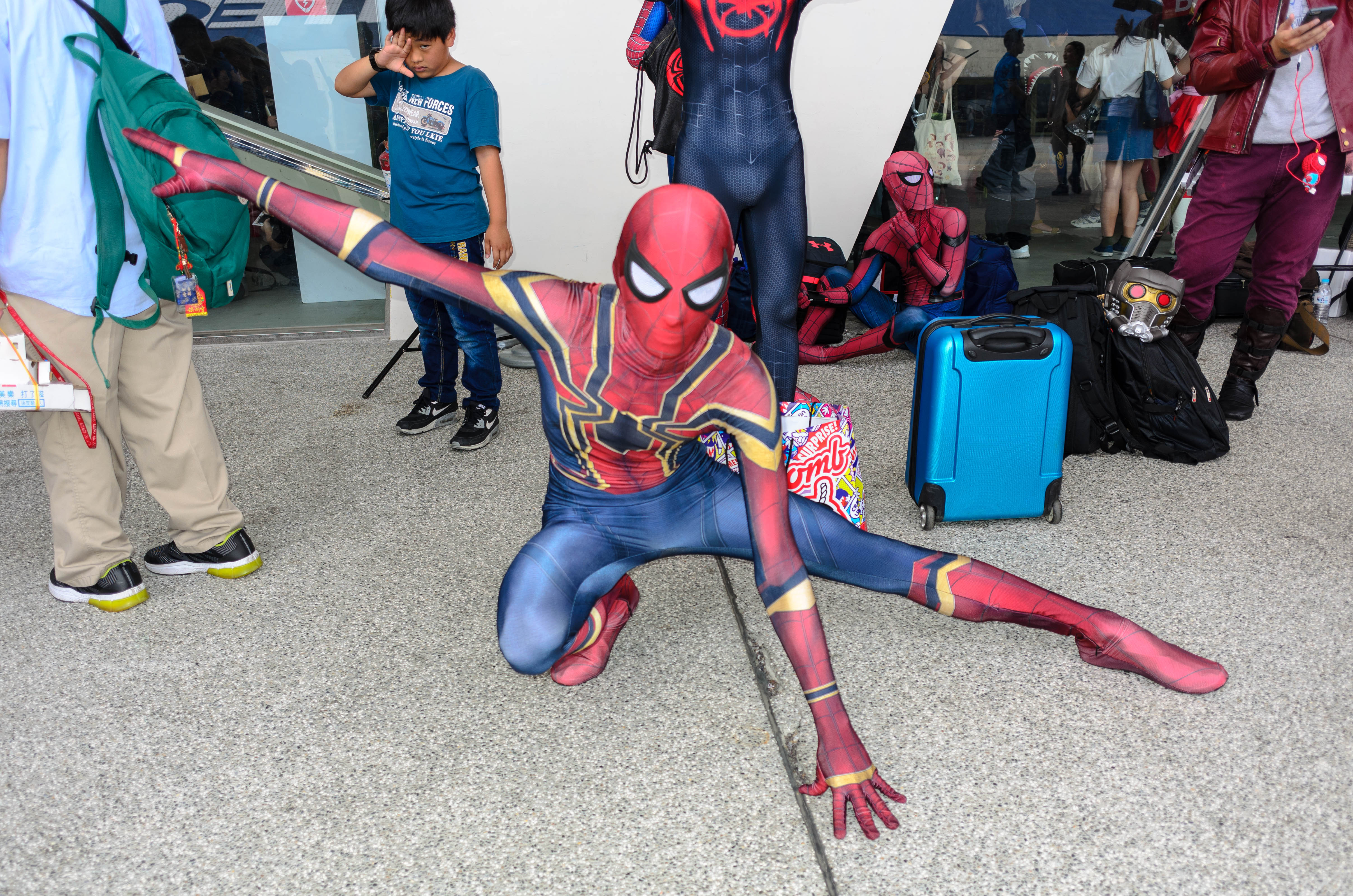
Un fan disfrazado de Spider-Man de Avengers: Infinity War y Endgame.

Sobre el traje de Spider-Man visto en Civil War, Joe Russo lo describió como "un traje un poco más tradicional, influenciado por Steve Ditko", y que Civil War exploraría la forma en que funciona el traje, particularmente los ojos mecánicos. Este traje se usa principalmente durante Homecoming y tiene más mejoras técnicas que los trajes anteriores, incluido el logotipo en el cofre que es un dron remoto, un sistema de inteligencia artificial similar al J.A.R.V.I.S. de Tony Stark, una interfaz holográfica, un paracaídas, un dispositivo de rastreo para que Stark rastree a Parker, un calentador, una bolsa de aire, la capacidad de iluminarse y la capacidad de aumentar la realidad con los oculares. Stark también incorpora un protocolo de "ruedas de entrenamiento" para limitar inicialmente el acceso de Parker a todas sus funciones. El coproductor de Homecoming, Eric Hauserman Carroll, señaló que Marvel Studios revisó los cómics y "sacó [sacó] todo el tipo de cosas divertidas y extravagantes que hizo el traje" para incluirlas en el traje de Homecoming. Los tiradores de telarañas de Spider-Man tienen varios escenarios, presentados por primera vez al final de Civil War, que Carroll explicó que le permitía "ajustar el rociado" a diferentes configuraciones como la red giratoria, la bola web o la red de rebote. Comparó esto con una cámara DSLR. En The Moviemaking Magic of Marvel Studios: Spider-Man (2021), Holland dice que "lo que [él] ama de los web-shooters originales es que son tan reales como podrían ser", y los compara con Andrew. Spider-Man de Garfield, diciendo que sus tiradores de telarañas "[nunca tuvieron] mucho sentido para [él]". La armadura Iron Spider de Spider-Man, utilizada por el personaje durante la historia del cómic Civil War, también se consideró que aparecería en la película Civil War. 
Spider-Man: Far From Home (2019) reutiliza dos de los trajes de Spider-Man de las películas anteriores: su traje principal de Capitán América: Civil War y Spider-Man: Homecoming, y el traje de Iron Spider de Avengers: Infinity War (2018) y Avengers: Endgame. También presenta dos nuevos trajes: un traje negro "sigiloso" que Nick Fury le dio a Parker y un traje nuevo y mejorado de Spider-Man que Parker diseña para sí mismo al final de la película. El jefe de desarrollo visual de Marvel Studios, Ryan Meinerding, explicó que Watts quería incluir un traje inspirado en Spider-Man Noir.versión del personaje, lo que condujo al diseño del traje de sigilo más táctico. Agregó que el traje representa a Parker experimentando con ser un nuevo tipo de superhéroe. Se observaron otros disfraces tácticos de los cómics al desarrollar este, pero Meinerding sintió que parecían menos prácticos que la inspiración Noir más sencilla. El disfraz incluye gafas tácticas que se pueden voltear. Para el nuevo traje de diseño propio de Parker, Meinerding lo diseñó originalmente con la idea de que estaría hecho de las redes de Parker, ya que ese es el material más fuerte al que tiene acceso. Las versiones prácticas de los disfraces fueron creadas por Ironhead Studio, que trabajó anteriormente en las películas de The Amazing Spider-Man. Para Far From Home, Ironhead desarrolló una gorra de calavera para los disfraces que tiene ventiladores incorporados para evitar que las gafas se empañen. También desarrollaron un sistema de fuelle magnético para conectar las gafas a la máscara, de modo que pudieran quitarse fácilmente sin caerse durante las secuencias de acción. 
Los trajes de Spider-Man que aparecen en Your Friendly Neighborhood Spider-Man (2025) incluyen su traje casero hecho con "pantalones deportivos, zapatillas deportivas, gafas protectoras, una sudadera azul, una camiseta interior roja, rodilleras, lanzatelarañas muy torpes y un logotipo rojo en el pecho", un disfraz de "escarabajo", un traje amarillo, un traje oscuro, un traje rojo y azul "clásico de los años 60" y un traje Oscorp blanco y azul. 

### Lista de trajes de Spider-Man en el MCU

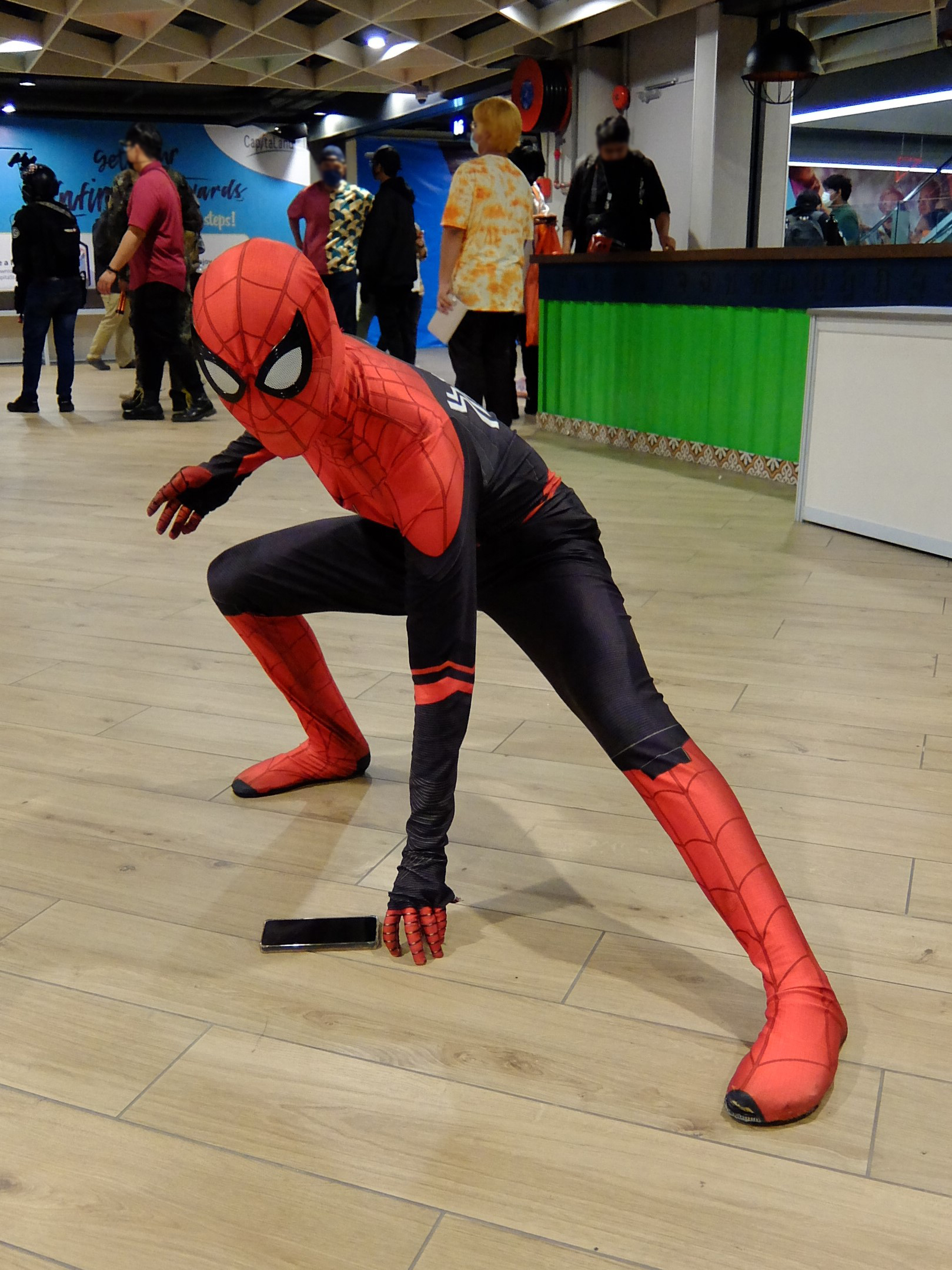
Un fan disfrazado de Spider-Man de Spider-Man: lejos de casa y No Way Home.

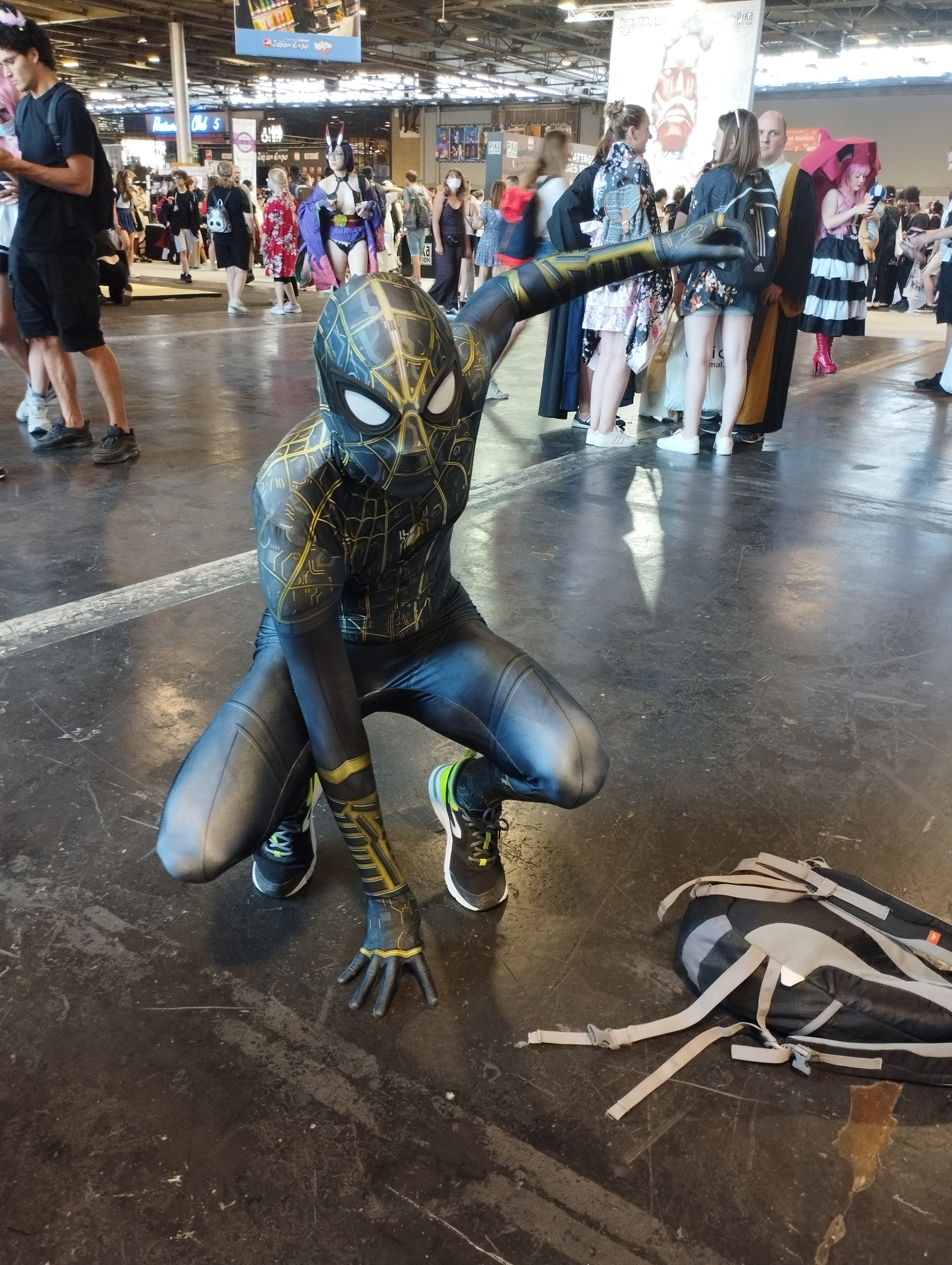
Un fan disfrazado de Spider-Man de Spider-Man: No Way Home.

- El traje casero es un traje desarrollado por Peter Parker durante sus primeros meses como Spider-Man. Aparece brevemente en Capitán América: Civil War y se usa para el clímax de Spider-Man: Homecoming. Trixter aplicó un sistema de aparejos, músculos y telas al traje casero de Sony Pictures Imageworks para "imitar la apariencia del traje de entrenamiento bastante holgado".
- El traje de Homecoming fue un traje desarrollado por Tony Stark para Parker, descrito como una actualización del Homemade. Aparece por primera vez como el traje principal de Parker en Civil War y Homecoming, Parker deja de usarlo en Avengers: Infinity War, y el traje explota en Spider-Man: Far From Home. Una variación de este traje aparece en What If...?.
- La armadura Iron Spider, también conocida como Item A17, fue un traje desarrollado por Stark que estaba hecho de nanotecnología. El Departamento de Control de Daños confiscó el cargador a mediados de 2024 y Otto Octavius absorbió sus nanitos para sus tentáculos ese mismo año; finalmente se lo devuelve a Parker. La armadura aparece al final de Homecoming, se usa principalmente para Infinity War y Avengers: Endgame, al comienzo de Far From Home, y una vez en Spider-Man: No Way Home. Para la primera aparición del traje, Framestore creó modelos y texturas en previsión de futuros proyectos de MCU, mientras que Trixter creó la bóveda "limpia y de alta tecnología" en la que aparece el traje.
- El Stealth Suit es un traje hecho por Fury para Parker. Parker se convierte en el justiciero Night-Monkey, una "estafa europea de Spider-Man", para ocultar su identidad usando este traje. Un director de prisión roba la máscara en Holanda. Aparece en Spider-Man: Far From Home.
- El traje mejorado es un traje rojo y negro de Spider-Man creado por Parker usando Stark Industries Fabricator. También contiene un emblema de araña blanca en la parte delantera y trasera. Un ladrón arroja pintura sobre el traje, que no se puede limpiar hasta que May Parker (Marisa Tomei) lo limpia meses después. Se forma en el Traje Integrado cuando Octavius devuelve sus nanites robados que robó de la armadura Iron Spider. Aparece en Spider-Man: Far From Home y No Way Home.
- El traje negro y dorado es el traje mejorado al revés, le incluye un guante místico, creado de los nanites restantes de la Armadura Iron Spider por el Doctor Strange, para capturar y encarcelar a otros visitantes desplazados. Parker usa este traje para derrotar a Electro en No Way Home.
- El traje integrado es el traje mejorado combinado con los nanites de la armadura Iron Spider. Aparece en No Way Home.
- Parker se hace un nuevo traje al final de No Way Home, inspirado en el traje rojo y azul original de los primeros cómics de Spider-Man y también de sus dos homólogos multiversales (Spider-Man del 2002-2007 y Spider-Man del 2012-2014). Un traje similar aparece en Your Friendly Neighborhood Spider-Man.